# Tasmanisches Buschfeuer von 1967
Das Tasmanische Buschfeuer von 1967, in Australien auch als Tasmania Black Tuesday bekannt, ereignete sich am 7. Februar 1967. Durch das Buschfeuer wurden 62 Menschen getötet, 900 verletzt und mehr als 7.000 Gebäude zerstört. Es war bislang das zerstörerischste Buschfeuer in Tasmanien.

## Ausdehnung der Buschfeuer
Innerhalb von fünf Stunden entwickelten sich 110 einzelne Buschfeuer auf einem Gebiet von 2640 km² im Süden Tasmaniens. Die Feuer erstreckten sich von Hamilton und Bothwell bis zum D’Entrecasteaux-Kanal und nach Snug. Sie verursachten eine große Zerstörung der landwirtschaftlich genutzten Flächen entlang des Kanals, des Derwent Valley und des Huon Valley. Außerdem zerstörten sie Wälder, Infrastruktur und Privateigentum um den Mount Wellington und in den kleinen Orten entlang des Derwent River im Osten von Hobart.

## Todesfälle und Schäden
Das vernichtendste Feuer entstand bei Hobart, das auch die Stadt erreichte. Das Feuer tötete insgesamt 62 Menschen. Zerstört wurden u. a. 1293 Häuser und über 1.700 andere Gebäude, 80 Brücken, 4.800 Stromleitungen und 1.500 Fahrzeuge. Es wird geschätzt, dass 62.000 Tiere, darunter 500 Pferde, 1.350 Rinder, 60.000 Schafe, 24.000 Hühner und 600 Schweine verbrannten. Der Gesamtschaden wurde auf 40 Mio. AUD geschätzt. Nach heutiger Kaufkraft entspräche dies über 450 Mio. AUD.

## Gründe
Der späte Winter und der frühe Frühling in 1966 brachten Nässe in den Südosten von Tasmanien, die zu einem starken Wachstum der Vegetation führte. Im November 1966 begannen jedoch die trockensten acht Monate in Tasmanien seit 1885. Daher vertrocknete Ende Januar 1967 die Vegetation in diesem Gebiet. Obwohl der Januar ein kühler Monat war, setzte im Februar eine Hitzewelle ein, sodass sich am 7. Februar 1967 verschiedene unkontrollierte Buschfeuer in diesem Gebiet ereigneten. Einige dieser Feuer verlöschten von selbst wieder. Kurz vor Mittag des 7. Februar führte dann aber die Kombination aus extrem hohen Temperaturen (bis 39 °C), sehr geringer Luftfeuchtigkeit und sehr starken Winden aus dem Nordwesten zur Katastrophe.
Obwohl dieses Feuer das verheerendste in der tasmanischen Geschichte war, waren die meteorologischen Bedingungen nicht völlig unüblich. Im McArthur’s Report wird angemerkt, dass sich vergleichbare Bedingungen in den vorangegangenen 70 Jahren drei- oder viermal ereignet hatten.

## Vergleich mit anderen australischen Buschfeuern
Bezogen auf den Verlust an Menschenleben und Eigentum ist dieses Buschfeuer eine der schlimmsten Naturkatastrophen, die sich je in Australien ereigneten. Es ist vergleichbar mit dem Buschfeuer von 1939, dem Black Friday Bushfire in Victoria, in dem 72 Menschen ihr Leben verloren, und dem Ash Wednesday Bushfire in Victoria und South Australia, mit 75 Toten und 2.000 zerstörten Häusern. Beim Buschfeuer in Victoria 2009, genannt Black Saturday Bushfire, welches am 7. Februar 2009 im Norden von Melbourne in Victoria brannte, starben 173 Menschen.

## Mahnmal
Ein Mahnmal wurde in Snug, in der Gemeinde Kingborough, im Süden von Hobart errichtet. Eine Tafel mit den Namen der 62 getöteten Menschen wurde am Ziegelkamin eines verbrannten Gebäudes angebracht. Das Mahnmal berichtet von den Feuerereignissen von 1967 und von Feuerschutzmaßnahmen. Es ist umgeben von einem Garten mit feuerresistenten heimischen Pflanzen.

## Weitere Literatur
- Chambers, D.M. and Brettingham-Moore, C.G. (1967) The bush fire disaster of 7 February 1967: report and summary of evidence (excluding appendices) Solicitor-General (Mr. D. M. Chambers) and the Master and Registrar of the Supreme Court (Mr. C. G. Brettingham-Moore) Office of the Solicitor-General. Hobart, Tasmania.
- Wettenhall, R. L. (1975) Bushfire disaster: an Australian community in crisis Sydney: Angus & Robertson. ISBN 0-207-12921-5